# Clostridium thermosuccinogenes
Il Clostridium thermosuccinogenes è una specie di batterio appartenente alla famiglia delle Clostridiaceae.

## Reference
1. ↑  bacterio.net, list of prokaryotic names with standing nomenclature.